# Clare and Gilbert Valleys
Clare and Gilbert Valleys är en region i Australien. Den ligger i delstaten South Australia, omkring 100 kilometer norr om delstatshuvudstaden Adelaide. Antalet invånare är 8 994.
Följande samhällen finns i Clare and Gilbert Valleys:
- Clare
- Riverton
- Auburn
- Saddleworth
- Rhynie
- Tarlee
- Manoora
- Stockport
- Mintaro
- Marrabel

Trakten runt Clare and Gilbert Valleys består till största delen av jordbruksmark. Runt Clare and Gilbert Valleys är det mycket glesbefolkat, med 2 invånare per kvadratkilometer. Genomsnittlig årsnederbörd är 517 millimeter. Den regnigaste månaden är maj, med i genomsnitt 77 mm nederbörd, och den torraste är december, med 10 mm nederbörd.